# Snibston
Snibston är en by i civil parish Hugglescote and Donington le Heath, i distriktet North West Leicestershire, i grevskapet Leicestershire, i England. Byn är belägen 20 km från Leicester. Snibston var en civil parish fram till 1884 när blev den en del av Ravenstone with Snibstone.